# 라마즈 노자제
라마즈 노자제(조지아어: რამაზ ნოზაძე, 1983년 10월 16일~)는 조지아의 레슬링 선수이다. 아테네에서 열린 2004년 하계 올림픽 남자 그레코로만형 헤비급 종목에서 은메달을 획득했다. 또한 2007년 세계 선수권 대회 우승, 2003년 세계 선수권 대회 3위 입상에 이어 유럽 선수권 대회 2회 우승을 차지했다.